# Du soleil pour les caves
Du soleil pour les caves (The Lover) est un roman policier de l’écrivain australien Carter Brown publié en 1958 en Australie, puis, en 1959, aux États-Unis. Le livre paraît en France en 1959 dans la Série noire. La traduction, prétendument "de l'américain", est signée Janine Hérisson. C'est une des nombreuses aventures du lieutenant Al Wheeler, bras droit du shérif Lavers dans la ville californienne fictive de Pine City - la quatrième traduite en français aux Éditions Gallimard. Le héros est aussi le narrateur.
Le titre joue sur le mot cave, ici à prendre au masculin, en argot : personne qui ne fait pas partie du milieu et va donc être jouée.

## Résumé
Le shérif Lavers est inquiet au sujet d'un soi-disant Prophète, qui récolte des fonds pour ériger un temple au Dieu Soleil sur le mont Chauve, près de Pine City. Un vendredi soir, il envoie Al Wheeler surveiller le prêche du Prophète et les disciples qu'il attire, parmi lesquels nombre de femmes riches. Dans la nuit, le lieutenant découvre le corps de l'une d'elles, poignardée sur l'autel…
Le Prophète ayant annoncé sa disparition pour le dimanche soir (il montera sur l'autel "pour rejoindre le Soleil" couchant), l'enquêteur dispose de peu de temps pour trouver le coupable du meurtre et, accessoirement (c'est même l'essentiel aux yeux du shérif), veiller à ce que les quatre-vingt mille dollars collectés pour le futur temple ne s'évaporent pas avec le Prophète.
Et d'autres morts vont lui compliquer la tâche…

## Personnages
- Al Wheeler, lieutenant enquêteur au bureau du shérif de Pine City.
- Le shérif Lavers.
- Le sergent Polnik.
- Annabelle Jackson, secrétaire du shérif.
- Doc Murphy, médecin légiste.
- Le Prophète du Dieu Soleil.
- Eloïse, servante et compagne du Prophète.
- Ralph Bennett, fondé de pouvoir du Prophète.
- Charlie Elliot, gardien du domaine du mont Chauve.
- Stella Gibb, riche disciple du prophète.
- Cornelius Gibb, son mari.
- Julia Grant, riche disciple du prophète.
- Harry Weissman, amant de Julia Grant.
- Candy Logan, riche disciple du prophète.
- Peter Hines, poète.
- Edgar Romair, acteur sur le déclin.

## Édition
- Série noire no 500, 1959,  (ISBN 207047500X). Rééditions : La Poche noire no 101 (1970),  (ISBN 9782071024055) - Carré noir no 226 (1976),  (ISBN 2070432262).